# 鍋井克之
鍋井 克之（なべい かつゆき、1888年8月18日 - 1969年1月11日）は、日本の洋画家。

## 経歴
大阪府出身。旧姓は田丸。東京美術学校卒。1915年「秋の連山」で二科賞。フランスなどに留学後、1923年二科会会員となり、1924年小出楢重、黒田重太郎らと大阪に信濃橋洋画研究所を設立。1947年二紀会の結成に参加。1950年「朝の勝浦港」などで芸術院賞受賞。1964年浪速芸術大学教授。宇野浩二と親しくその挿絵を多く描いた。

## 著書
- 自由な油絵の学び方 聚英閣 1921
- 風景画を描く人へ 日本美術学院 1922
- 鍋井克之油絵素描画集 春鳥会 1925
- 西洋画の理解 中央美術社 1926
- 洋画メチヱー技法全科の研究 黒田重太郎共著 文啓社書房 1928
- 新しき風景画の進路 文啓社書房 1930
- 和服の人 書物展望社 1934
- 風景画の描き方 崇文堂 1940
- 富貴の人 随筆集 小山書店 1940
- 絵心 小山書店 1943
- 寧楽雅帖 宝書房 1947
- 閑中忙人 随筆集 朝日新聞社 1953
- 大阪繁盛記 布井書房 1960
- 大阪ぎらい物語 布井書房 1962
- 鍋井克之 美術出版社 1966
- 鍋井克之展 田辺市立美術館 2001

## 参考
- 日本人名大辞典